# Jewhen Muraszow
Jewhen Ihorowycz Muraszow, ukr. Євген Ігорович Мурашов (ur. 9 maja 1995) – ukraiński piłkarz, grający na pozycji napastnika.

## Kariera piłkarska

### Kariera klubowa
Wychowanek klubów Kremiń Krzemieńczuk i Szachtar Donieck, barwy których bronił w juniorskich mistrzostwach Ukrainy (DJuFL). Karierę piłkarską rozpoczął 25 lipca 2012 w młodzieżowej drużynie Szachtara. Latem 2013 przeszedł do Czornomorca Odessa. 2 września 2016 został wypożyczony do Gurii Lanczchuti. 5 września 2017 kontrakt za obopólną zgodą został anulowany. Następnie bronił barw Żemczużyny Odessa. 6 lutego 2018 przeszedł do PFK Sumy.